# Беларусь на зимних Паралимпийских играх 2018
Белоруссия на зимних Паралимпийских играх 2018 в Пхёнчхане будет представлена командой из 15 человек в двух видах спорта: биатлоне и лыжных гонках.
Знаменосцем на церемонии открытия XII игр стала многократная чемпионка и призёр Паралимпиад и чемпионатов Людмила Волчёк.
Капитаном команды стал титулованный паралимпиец Дмитрий Лобан, а шефом белорусской миссии стал Николай Шудейко, являющийся генеральным секретарём Паралимпийского комитета Беларуси.

## Медали
| Золото  |                                         |                                                          |
| №       | Спортсмены                              | Вид спорта (дисциплина)                                  |
| 1       | Светлана Сахоненко Лидер — Роман Ященко | Лыжные гонки (женщины, 15 км, категория В2)              |
| 2       | Юрий Голуб                              | Биатлон (мужчины, спринт на 12,5 км, категория В3)       |
| 3       | Светлана Сахоненко Лидер — Роман Ященко | Лыжные гонки (женщины, 1,5 км, категория В2)             |
| 4       | Светлана Сахоненко Лидер — Роман Ященко | Лыжные гонки (женщины, 7,5 км, категория В2)             |
| Серебро |                                         |                                                          |
| 1       | Дмитрий Лобан                           | Биатлон (мужчины, спринт на 7,5 км, категория LW12)      |
| 2       | Юрий Голуб                              | Биатлон (мужчины, спринт на 7,5 км, категория В3)        |
| 3       | Юрий Голуб                              | Лыжные гонки (мужчины, 20 км, категория В2)              |
| 4       | Дмитрий Лобан                           | Лыжные гонки (мужчины, спринт на 1,1 км, категория LW12) |
| Бронза  |                                         |                                                          |
| 1       | Лидия Графеева                          | Биатлон (женщины, спринт на 6 км, категория LW12)        |
| 2       | Светлана Сахоненко Лидер — Роман Ященко | Биатлон (женщины, спринт на 6 км, категория В2)          |
| 3       | Лидия Графеева                          | Биатлон (женщины, 12,5 км, категория LW12)               |
| 4       | Юрий Голуб                              | Лыжные гонки (мужчины, 10 км, категория В3)              |

## Состав сборной
Биатлон
1. Юрий Голуб
2. Лидия Графеева
3. Дмитрий Лобан
4. Евгений Лукьяненко
5. Светлана Сахоненко
6. Василий Шаптебой

 Лыжные гонки
1. Людмила Волчёк
2. Лариса Ворона
3. Юрий Голуб
4. Лидия Графеева
5. Никита Ладесов
6. Вадим Липинский
7. Дмитрий Лобан
8. Евгений Лукьяненко
9. Светлана Сахоненко
10. Ядвига Скоробогатая
11. Дарья Федькович
12. Аркадий Шикуть
13. Валентина Шиц